# 3189 Пенза
3189 Пенза (3189 Penza) — астероїд головного поясу, відкритий 13 вересня 1978 року.
Тіссеранів параметр щодо Юпітера — 3,176.